# Carlos Aznárez
Carlos Aznárez (Buenos Aires, 1947) és un periodista argentí especialitzat en informació internacional. Va haver d'exiliar-se al País Basc amb motiu del seu activisme a l'organització política Montoneros i la repressió desencadenada per la dictadura militar argentina. Amb Rodolfo Walsh i un grup de militants va fundar l'Agencia de Noticias Clandestina (ANCLA), que durant el primer any de la dictadura militar (1976-1983) denuncià el terrorisme d'Estat a l'Argentina.
Ha treballat per a diversos mitjans de comunicació i és autor de nombrosos llibres. Actualment és l'editor del mitjà digital Resumen Latinoamericano.

## Obra publicada
- Tupamaros. ¿Fracaso del Che? Un análisis objectivo de la actualidad uruguaya. Ediciones Orbe, 1967.
- El padrino de la mafia sindical. Buenos Aires, 1988.
- 500 años después. ¿Descubrimiento o genocidio?. Madrid: Nuer Ediciones, 1992. ISBN 84-8068-007-5.
- Los sueños de Bolívar en la Venezuela de hoy. Tafalla: Editorial Txalaparta, 2000. ISBN 84-8136-166-6.
- Rebeldes sin tierra. Historia del MST de Brasil. Tafalla: Editorial Txalaparta, 2002. ISBN 84-8136-237-9.